# Paramnesia reduplicativa
La paramnesia reduplicativa es la creencia delirante de que un lugar o escenario ha sido duplicado, existiendo en dos o más espacios simultáneamente, o bien de que ha sido "reubicado" en otro lugar. Forma parte de los síndromes de falsa identificación delirante y, aunque poco frecuente, suele asociarse a los casos de daño cerebral adquirido, concretamente a los casos de lesiones simultáneas del hemisferio cerebral derecho y ambos lóbulos frontales. 

## Historia
El término paramnesia reduplicativa fue utilizado por primera vez en el año 1903 por el neurólogo Arnold Pick para describir la condición de una paciente sospechosa de padecer la enfermedad de Alzheimer, y que insistía en que había sido trasladada desde la clínica de Pick de la ciudad hasta otra que, según decía, era idéntica a la anterior, pero estaba situada en las afueras. En concordancia, para explicar la situación argumentaba que tanto Pick como su equipo médico trabajaban en ambas clínicas.
No obstante, en retrospectiva, se ha encontrado que el fenómeno ya había sido descrito en el año 1788  por el naturalista suizo Charles Bonnet, que describió lo que hoy día se conocería como síndrome de Cotard. Henry Head y Paterson y Zangwill describieron posteriormente el caso de unos soldados con la creencia delirante de que su hospital estaba ubicado en su pueblo natal. En estos casos, el traumatismo craneoencefálico pareció ser la causa más probable.
No fue hasta 1976 cuando se prestó una seria consideración al trastorno, cuando Benson et al. presentaron tres nuevos casos. Benson no se limitó a describir los síntomas de sus pacientes, sino que intentó explicar el fenómeno en términos de déficits neurocognitivos, también presentes en estos casos. Este fue uno de los primeros intentos de dar una explicación neuropsicológica para este trastorno.

## Fenomenología clínica
La paramnesia reduplicativa ha sido mencionada en el contexto de numerosos trastornos neurológicos, incluyendo el accidente cerebrovascular, la hemorragia cerebral, tumores, demencias, encefalopatías y diversos trastornos psiquiátricos.
El siguiente extracto, tomado del estudio de Benson et al., ilustra algunas de las características principales de este delirio. El paciente había sufrido un daño cerebral tras una caída en su casa. El impacto provocó una fractura craneal y daños bilaterales en el lóbulo frontal (aunque con una mayor gravedad en el lóbulo derecho) debidos a la formación de hematomas intracerebrales.

Unos cuantos días después de su ingreso en el Neurobehavioural Center, la orientación temporal estaba intacta; podía dar detalles del accidente (tal y como se lo habían contado otros), podía recordar los nombres de sus médicos y podía aprender nueva información y retenerla de forma indefinida. No obstante, exhibía una peculiar anormalidad en la orientación espacial. Mientras que aprendió y memorizó rápidamente que se encontraba en el hospital de veteranos Jamaica Plain (también conocido como Hospital de Veteranos de Boston), insistía en que el hospital estaba ubicado en Taunton, Massachusetts; es decir, su localidad natal. Cuando se le preguntaba más en detalle, admitía que el Jamaica Plain estaba en Boston, y que le resultaba extraño que hubiera dos hospitales de veteranos con el mismo nombre. A pesar de todo, insistía en que estaba hospitalizado en una sucursal del hospital de veteranos Jamaica Plain ubicada en Taunton. En un momento dado, aseguró que el hospital estaba localizado en el cuarto de invitados de su casa.

La reubicación ilusoria de un escenario en un lugar familiar, como el hogar o una localidad que el paciente conozca bien, es un síntoma recurrente en estos casos, aunque en ocasiones el paciente cree que se encuentra en lugares más exóticos o fantásticos (por ejemplo, en un caso concreto, Tombuctú).

## Explicaciones médicas
Las primeras explicaciones de corte psicodinámico sugerían que la paramnesia reduplicativa no estaba directamente relacionada con el daño cerebral, sino que surgía a partir de la negación de la enfermedad. Concretamente, según Weinstein y Kahn en aquellas personas que consideraban la enfermedad como una "imperfección, debilidad o desgracia". Otras investigaciones tempranas aceptaban que el daño cerebral era un factor importante, pero sugerían que la desorientación era una "reacción histérica" motivada por el deseo de volver a casa.
Sin embargo, la mayoría de las teorías actuales sugieren que el trastorno está causado por un mal funcionamiento de los sistemas cerebrales relacionados con la memoria y la sensación de familiaridad. Curiosamente, esta era la base de la explicación original que había ofrecido Pick, en la que sugería que el mecanismo crucial era un "ataque convulsivo" que alteraba la memoria consciente.
Benson et al. añadieron posteriormente que los daños en el hemisferio derecho de los pacientes les incapacitaban para mantener la orientación debido al deterioro de la percepción viso-espacial y de la memoria visual, mientras que los daños en los lóbulos frontales dificultaban la inhibición de las falsas impresiones causadas por la desorientación.
Las investigaciones más recientes han respaldado esta visión, y se han establecido nexos con la literatura sobre el fenómeno de la confabulación, por el que los pacientes parecen evocar falsos recuerdos sin darse cuenta de que son falsos, y que suele asociarse también con daños en los lóbulos frontales. El daño en el hemisferio derecho también se asocia a la anosognosia, un desorden que provoca que los pacientes no sean conscientes de los déficits que sufren como consecuencia de un daño cerebral determinado. Esta falta de conciencia de la propia enfermedad también parece hallarse presente en la paramnesia reduplicativa.
El estudio de un caso concreto ha sugerido una explicación más detallada, que apunta a que el daño en la ruta ventral del sistema visual, que conecta la corteza visual con ciertas áreas del lóbulo temporal, puede provocar la desorientación viso-espacial y las dificultades de integración de recuerdos. Está firmemente comprobado que las áreas temporales (incluido el hipocampo) interactúan con el lóbulo frontal durante la formación y recuperación de recuerdos, lo que proporciona una explicación sobre por qué los daños frontales pueden llegar a causar este trastorno.